# Ozeville
Ozeville é uma comuna francesa na região administrativa da Normandia, no departamento Mancha. Estende-se por uma área de 4,67 km². Em 2010 a comuna tinha 158 habitantes (densidade: 33,8 hab./km²).